# Neomeesia paludella
Neomeesia paludella là một loài Rêu trong họ Meesiaceae. Loài này được (Besch.) Deguchi mô tả khoa học đầu tiên năm 1983.